# Cylindrocorporidae
Cylindrocorporidae é uma família de nematóides pertencentes à ordem Diplogasterida.

## Géneros
Géneros:
- Cylindrocorpus
- Goodeyus
- Longibucca